# Para-Metoxi-N-metylamfetamin

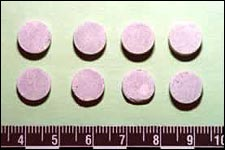
Superman-drogen i tablettform från ett beslag i USA.

para-Metoxi-N-metylamfetamin, eller PMMA är en centralstimulerande drog som säljs under samlingsnamnet ecstasy jämte den vanligare syntetiska drogen MDMA.  PMMA har också kommit att kallas Supermandrogen, eftersom den sålts i ecstacy-tabletter med Superman-logga.
Ecstasyn i denna syntetisering är visserligen lättare att tillverka än MDMA, men också mycket farligare för brukaren. Framför allt riskerar brukaren att kroppstemperaturen snabbt höjs kraftigt och når temperaturer som slår ut livsviktiga organ.
PMMA är giftigare i lägre doser än MDMA men tar också längre tid innan de får effekt, vilket ökar risken för överdosering. En sidoeffekt som uppkommer för de flesta är att blodtrycket och kroppstemperaturen höjs, men graden eufori är mindre. Större doser är dödliga, liksom att blanda PMMA med andra droger. Flera dödsfall har kunnat knytas till PMMA.